# Kim Siebenhüner
Kim Siebenhüner (* 1971) ist eine deutsche Historikerin.

## Leben
Sie erwarb 1998 den M.A. in Neuerer und Neuester Geschichte, Mittelalterlicher Geschichte und Philosophie an der Albert-Ludwigs-Universität Freiburg, 1999 das erste Staatsexamen in den Fächern Geschichte, Philosophie und Deutsch und die Promotion 2004 an den Universitäten Freiburg und Basel. Von 2001 bis 2012 war sie Assistentin am Lehrstuhl für Frühe Neuzeit an der Universität Basel, wo sie von 2013 bis 2018 Förderprofessorin des Schweizerischen Nationalfonds am Historischen Institut Bern war. Nach der Habilitation 2013 an der Universität Basel ist sie seit April 2018 Professorin für Geschichte der Frühen Neuzeit an der Friedrich-Schiller-Universität Jena.
Ihre Forschungsschwerpunkte sind Sozial- und Kulturgeschichte der europäischen Frühen Neuzeit, Geschichte der materiellen Kultur; Kulturgeschichte des Ökonomischen, Geschichte Indiens und des Indischen Ozeans in der Frühen Neuzeit; Verflechtungs- und Globalgeschichte, Selbstzeugnisforschung und Religionsgeschichte der Frühen Neuzeit, Historische Konversionsforschung, Inquisitionsforschung.

## Schriften (Auswahl)
- „Zechen, Zücken, Lärmen“. Studenten vor dem Freiburger Universitätsgericht 1561–1577. Freiburg im Breisgau 1999, ISBN 3-928276-12-3.
- Bigamie und Inquisition in Italien 1600–1750. Paderborn 2006, ISBN 3-506-71388-4.
- Die Spur der Juwelen. Materielle Kultur und transkontinentale Verbindungen zwischen Indien und Europa in der Frühen Neuzeit. Köln 2018, ISBN 3-412-50929-9.
- mit John Jordan und Gabi Schopf (Hg.): Cotton in Context. Manufacturing, marketing, and consuming textiles in the German-speaking world (1500–1900). Wien 2019, ISBN 3-412-51510-8.